# Eastman Kodak
Eastman Kodak is een van oorsprong Amerikaanse multinationale onderneming, die sinds eind 19e eeuw in de fotografie- en filmbranche actief is.

## Activiteiten
Kodak richt zich op drukwerk in de breedste zin van het woord en fabriceert geavanceerde materialen en chemicaliën die daaraan gerelateerd zijn. De producten en diensten worden vooral afgenomen door drukkerijen, uitgevers, de verpakkingsmiddelen- en de filmindustrie. In 2024 behaalde het een omzet van 1,0 miljard dollar en werkten er bijna 4000 mensen bij het bedrijf.
| Jaar | Omzet           | Bedrijfs- resultaat | Netto- resultaat | Werknemers |
| Jaar | (× US$ miljoen) | (× US$ miljoen)     | (× US$ miljoen)  | Werknemers |
| ---- | --------------- | ------------------- | ---------------- | ---------- |
| 1995 | 15.269          | 1928                | 1252             | 96.600     |
| 2000 | 13.994          | 2214                | 1407             | 78.400     |
| 2005 | 14.268          | −599                | −1362            | 51.100     |
| 2010 | 7187            | −336                | −687             | 18.800     |
| 2015 | 1798            |                     | −80              | 6400       |
| 2019 | 1029            | −74                 | −541             | 4500       |

## Geschiedenis
George Eastman richtte in 1881 de Eastman Dry Plate Company op. Hij verkocht fotocamera's met in plaats van glasplaten droge-gelatineplaten. Die gaven betere resultaten maar waren ook bewerkelijker.
In 1888 kocht hij de rechten van een uitvinding van David Henderson Houston: de camera met celluloid filmrolletje. De uitvinder had het toestel 'Nodak' genoemd, naar zijn geboortestaat North-Dakota, die juist in 1887 de status van deelstaat had gekregen. Eastman vond "Kodak" beter klinken.
Het bedrijf bracht de eerste camera voor de amateurfotograaf uit onder de slagzin 'you press the button, we do the rest'. Daarmee werd bedoeld dat de klant de camera met een volgeschoten rolletje naar Kodak kon sturen om het filmpje te laten verwisselen. Het ontwikkelen gebeurde in een donkere kamer, waarna de klant de camera met een nieuw rolletje erin en de afdrukken gestuurd kreeg. Bij de eerste camera's waren de kiekjes rond zodat de amateur-fotograaf het boxje niet helemaal recht hoefde te houden. Eastman probeerde vooral vrouwen aan het fotograferen te krijgen, en zette daarvoor zijn secretaresse Kitty in als postergirl. 
Door de populariteit van de Kodak-camera besloot hij de naam van het bedrijf te veranderen in 'Eastman Kodak Company'.
Eastman Kodak stond in 1975 aan de wieg van de digitale fotografie, maar verzuimde deze uitvinding goed te vermarkten uit zorg over de 'klassieke' fotoproducten. Zo kon de concurrentie met de vinding goede sier maken, en kwam Kodak in plaats van vooraan achteraan, ofschoon diverse digitale cameramerken nog steeds CCD's van Kodak toepassen.
In 2007 werd de Healthcare Group verkocht aan Onex Healthcare Holdings, de transactie had een waarde van US$ 2,5 miljard. De belangrijkste onderdelen waren CareStream Picture Archiving and Communication System (PACS) en Radiology Information Systems (RIS) en Eastman Kodak bekleedde een belangrijke positie wereldwijd. Al sinds het prille begin was Kodak een belangrijke aanbieder van röntgenstraling technologie. De Group realiseerde een jaaromzet van zo'n US$ 2,5 miljard.
In 2009 besloot Kodak de productie van de Kodachrome films te staken. Het product werd zo'n 74 jaar eerder geïntroduceerd en beleefde de piek in de jaren vijftig en zestig van de 20e eeuw. Door de opkomst van de digitale fotografie zijn films overbodig geworden en zijn de verkopen fors gedaald. De verkopen van deze films maken minder dan 1% van de totale omzet van Kodak meer uit.
In januari 2012 verkeerde Eastman Kodak in een diepe crisis. Op 19 januari 2012 vroeg het bescherming aan tegen de schuldeisers (Chapter 11). Een maand later besloot het de productie van de digitale camera te staken. Het bedrijf ging zich toeleggen op het verlenen van diensten rond printtechnologie voor bedrijven.
Eind juli 2020 meldde Kodak dat het een overheidslening zou krijgen van US$ 765 miljoen uit hoofde van de Defense Production Act. De regeling is opgezet om gericht de binnenlandse productie van geneesmiddelen te helpen versnellen. Kodak gaat het geld gebruiken om ingrediënten voor generieke geneesmiddelen, waaronder het anti-malariamiddel hydroxychloroquine, te produceren. Op het nieuws van de lening steeg de koers van het aandeel met 1000% in twee dagen. Twee weken later wordt het bedrijf verdacht van handel met voorkennis rond de aankondiging van de lening. Het nieuws van de lening kwam te vroeg naar buiten omdat het bedrijf was vergeten de informatie ‘onder embargo’ te houden. Verder had de bestuursvoorzitter Continenza 46.737 aandelen Kodak gekocht voor US$ 103.000 op 23 juni. Nadat het nieuws van de lening bekend werd, steeg de waarde van dit aandelenpakket naar 1,8 miljoen dollar.

## Afbeeldingen

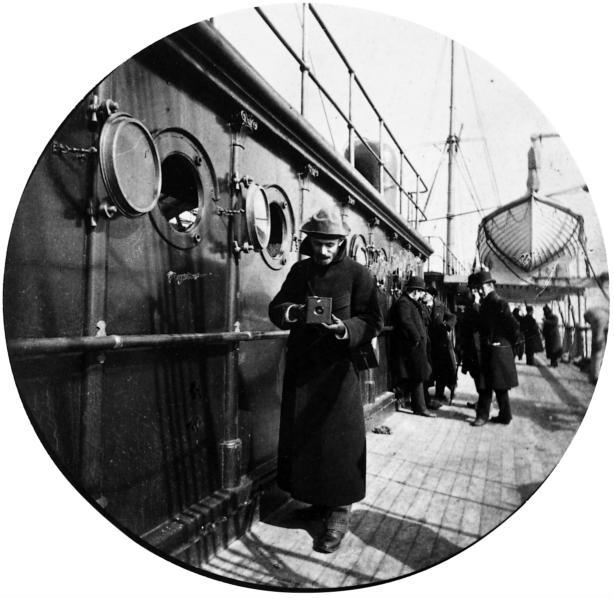
Foto van en met de eerste Kodak
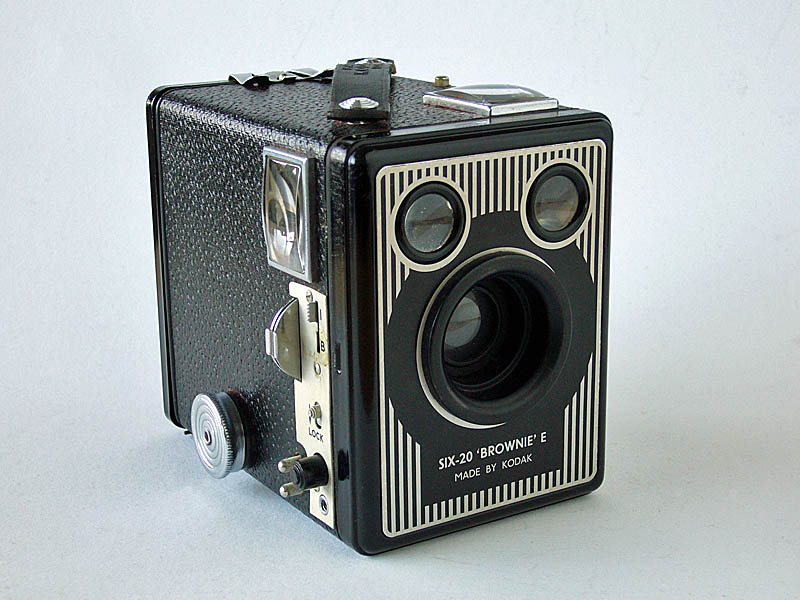
Kodak SIX-20 'Brownie' E
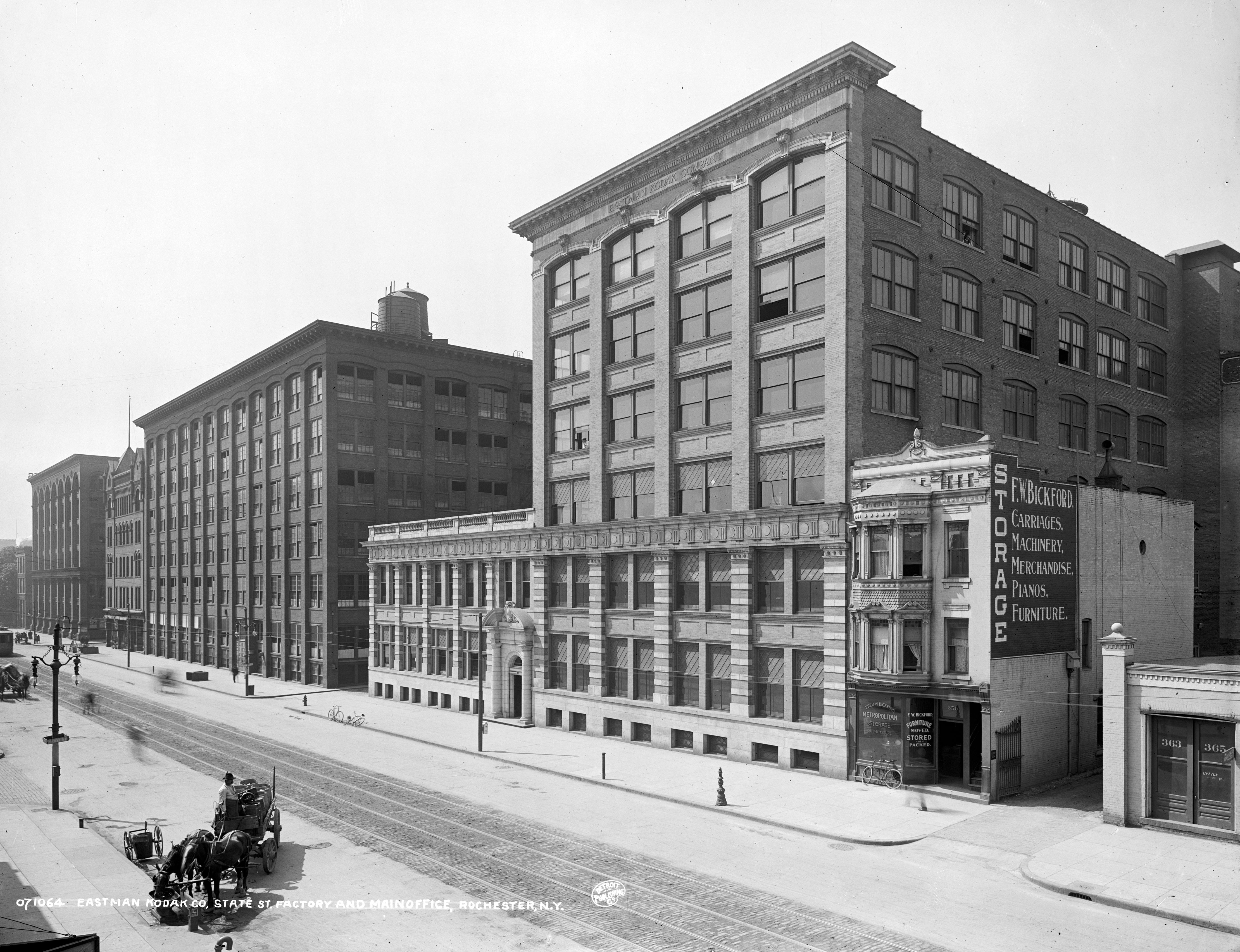
Hoofdkantoor rond 1900
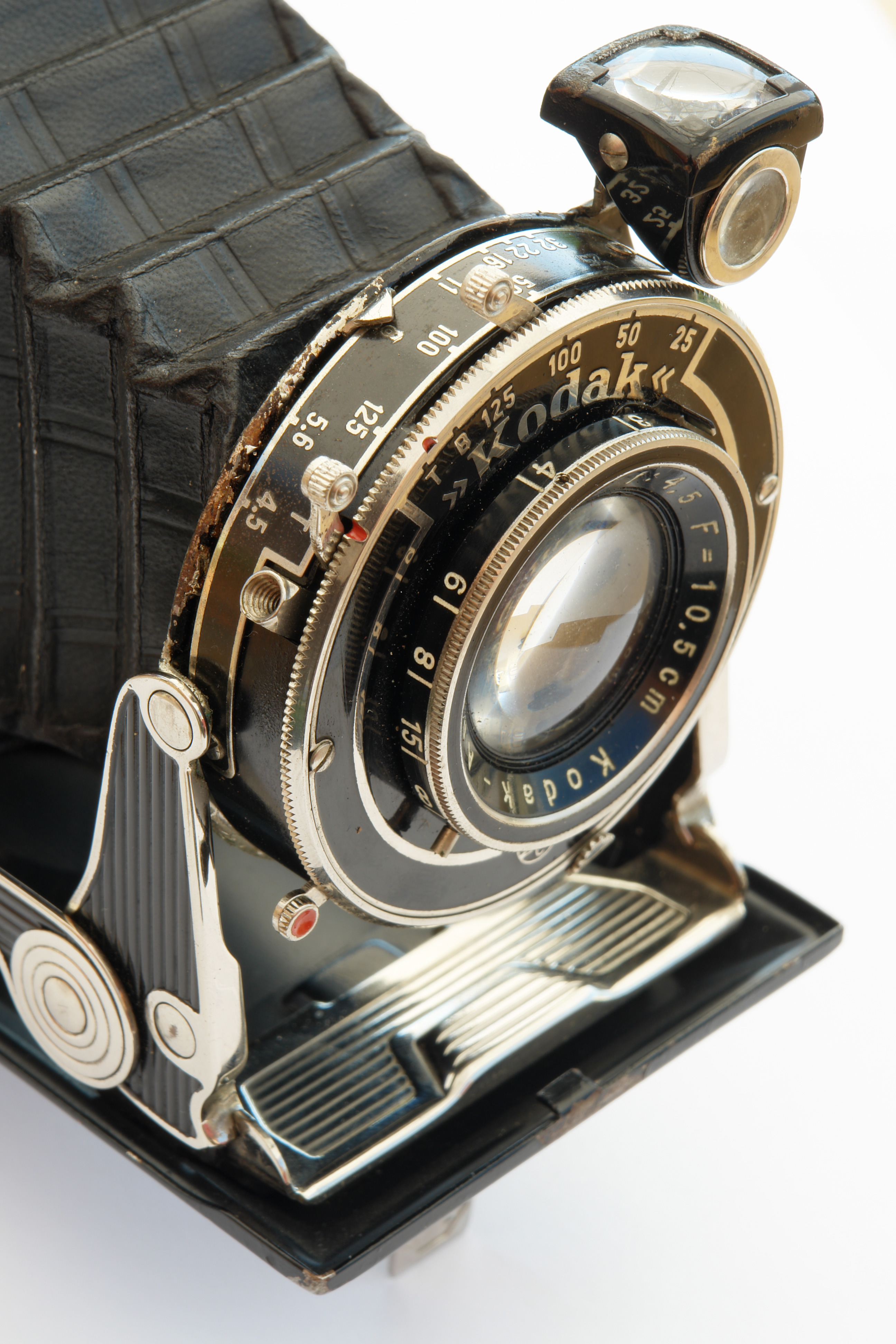
Kodak Vollenda 620-handcamera uit de jaren 30
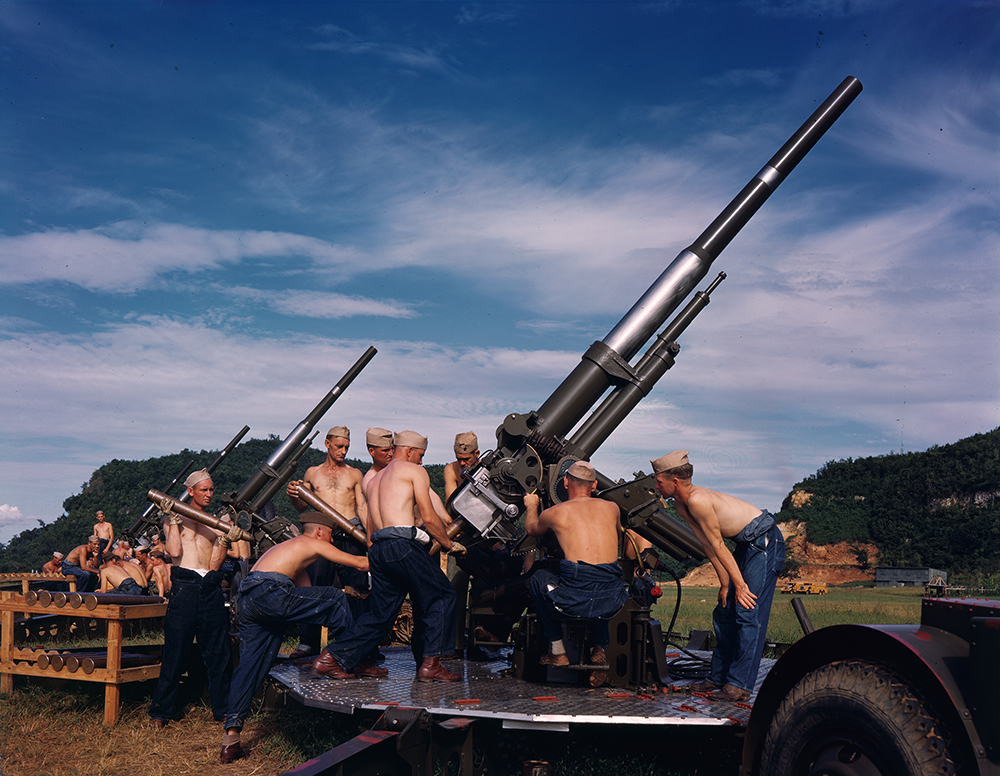
Amerikaanse legeropleiding in Puerto Rico in 1939 (Kodak Kodachrome)

## Trivia
In België en Frankrijk wordt een fototoestel soms een "kodak" genoemd, in Nederland wordt een fotomomentje soms een "kodakmomentje" genoemd.